# Marusha
Marusha (нем. Marusha Aphrodite Gleiß; род. 18 ноября 1966, Нюрнберг, Бавария) — немецкий диджей.

## Биография и творчество
Marusha родилась 18 ноября 1966 года в Нюрнберге. Вскоре семья перебралась жить в Берлин, где девушка стала одной из самых известных диджеев в мире. Визитной карточкой артистки являлись её знаменитые зелёные брови. В начале 90-х она была подругой Фабиана Ленца (DJ Dick), брата Максимилиана Ленца (WestBam).
Её карьера началась в 1991 году в Берлине программой «Dancehall», которая звучала каждую субботу на молодежной радиостанции «DT 64». Когда радиостанция собиралась прекратить своё существование, Marusha поменяла частоту и название шоу. Теперь в Берлине на волне радио «Рп12 102.6» раз в неделю можно услышать программу Маруши «Rave Satelite». Ко всему прочему талантливая Marusha удивила зрителей немецкого телевидения своей программой для молодежи «Feuerreiter». Два с половиной года программа передавалась по ORB, позже — по ARD и была очень популярна.
1994 был годом Маруши. Сингл «Somewhere Over The Rainbow» стал её самым большим хитом (он был на третьем месте в чарте Media Control и имел платиновый статус, что означает свыше 500 тыс. проданных копий). До этого ни одна техно-композиция не занимала такой высокой позиции. Следующий сингл «It Takes Me Away» был таким же удачным и получил статус золотого. Летом 1994 года Marusha издала свой дебютный альбом «Raveland», который и по сей день является одним из самых популярных танцевальных альбомов всех времен. Удачный период Marush’и продолжался весь 1995 год. Она выступила на несчетном количестве мероприятий у себя на родине и за рубежом, принимала участие практически во всех событиях современной техно- и хаус-музыки; получила приз «VIVA Comet 95» как самая лучшая исполнительница и автор техно-музыки и «Echo Award 95» как лучшая исполнительница Германии. Также, как лучшая исполнительница, она была номинирована призом «МТV Award 95» (церемония проходила в Берлине у Бранденбургских ворот).
После годового отдыха от студийной и диджейской работы Marusha наконец-таки издала новую песню. Её новый сингл «Deep» попал в уже знакомый чарт (12 место в Media Control) так, как будто бы перерыва не было. Следующие одновременно изданные «Unique» и «Wir» в подтверждение веса Маруши в мире техно-хауса достигли подобных же результатов.
После «Secret» её фанам вновь предстояло проверить своё терпение. В феврале 1997 года Marusha вновь появилась с новинкой. В композиции «UR Life» Marusha обработала накопленные за время путешествий опыт и работу и объединила их в одной идее. Эта песня музыкальное произведение с элементами игривого хип-хопа, техно и new wave, которые вместе образуют оригинальный Channel Sound. Сингл сразу стал хитом в сфере клубной музыки и достиг ожидаемых результатов в топах, попав на 34 место в чарте синглов Media Control. Также в этом году вышел сингл "My Best Friend/Check Dis Out". 1998 год ознаменовался выходом сингла "Free Love/Rythmatic", вслед за которым последовал полновесный альбом "No Hide No Run".  Следующего альбома фанатам пришлось ждать шесть лет, альбом под названием "Offbeat" вышел в свет в 2004 году. В качестве диджея Marusha завсегдатай рэйв тусовок - будь то маленькие клубы или большие рэйвы. Её можно встретить  на MayDay, Rave & Cruise, Air Rave, а также на рэйвах в США.